# Vouilly
Vouilly är en kommun i departementet Calvados i regionen Normandie i norra Frankrike. Kommunen ligger i kantonen Isigny-sur-Mer som ligger i arrondissementet Bayeux. År 2018 hade Vouilly 152 invånare.

## Befolkningsutveckling
Antalet invånare i kommunen Vouilly
Referens:INSEE